# 대전괴정고등학교
대전괴정고등학교(大田槐亭高等學校)는 대한민국 대전광역시 서구 괴정동에 있는 공립 고등학교이다.

## 학교 연혁
- 2006년 3월 1일 : 대전괴정고등학교 개교
- 2006년 3월 2일 : 제1회 입학식(1학년 6학급 227명)
- 2009년 2월 6일 : 제1회 졸업식(3학년 6학급 216명)
- 2023년 9월 1일 : 제8대 안중호 교장 취임
- 2024년 1월 5일 : 제16회 졸업식 (3학년 10학급 243명) 총누적졸업생수 5,439명
- 2024년 3월 4일 : 제19회 입학식(1학년 10학급 207명)

## 참고 자료
- 대전괴정고등학교 - 한국교육학술정보원 학교알리미